# Leon Gabalas
Leon Gabalas (mittelgriechisch Λέων Γαβαλᾶς; † um 1240) war ein byzantinischer Magnat, der nach der Zerschlagung des Byzantinischen Reiches im Vierten Kreuzzug als Kaisar über Rhodos herrschte.

## Leben
Leon Gabalas gehörte einer Aristokratenfamilie an, die sich bis ins frühe 10. Jahrhundert zurückverfolgen lässt, als eine Anna Gabala mit Stephanos Lakapenos, dem Sohn und Mitkaiser Romanos’ I., verheiratet wurde. Die Familie war in der Folgezeit wenig bedeutend, brachte aber im 11. und 12. Jahrhundert auch eine Reihe höherer ziviler und kirchlicher Amtsträger hervor.
Zwischen Juli 1203 und April 1204 nutzte Gabalas das durch die Belagerung und Eroberung Konstantinopels durch die Kreuzfahrer erzeugte Machtvakuum im Byzantinischen Reich, um Rhodos und die benachbarten Kykladen unter seine Kontrolle zu bringen. Unklar ist, auf welche Weise er die Herrschaft über Rhodos erlangte, ebenso, seit wann er den Titel Kaisar trug und durch welchen Kaiser ihm dieser Titel verliehen wurde. Allerdings behauptet Nikephoros Blemmydes, dass Leon diesen Titel rechtmäßig ererbt habe, was auf einen bereits von Byzanz de facto unabhängigen Vorgänger hindeuten könnte.
Ende 1225 oder Anfang 1226 war Leon Gabalas gezwungen, die formelle Oberhoheit des Kaiserreichs Nikaia als bedeutendster byzantinischer Nachfolgestaat in Kleinasien anzuerkennen. Er unterwarf sich Johannes III., der ihm seine einflussreiche Stellung auf Rhodos beließ. Spätestens ab diesem Zeitpunkt führte Gabalas den Titel Kaisar auch offiziell rechtmäßig. Er ließ eigene, anikonische Kupfermünzen mit der Aufschrift ΚΑΙϹΑΡ Ο ΓΑΒΑΛΑϹ („der Kaisar Gabalas“) auf dem Avers und Ο ΔΟΥΛΟϹ ΤΟΥ ΒΑϹΙΛΕ[ΩϹ] („Diener des Kaisers“) auf dem Revers schlagen.
Aus dem Bericht des Georgios Akropolites wird deutlich, dass Leon Gabalas auch weiterhin eine eigenständige Politik betrieb. Dies wollte Kaiser Johannes III. auf Dauer nicht dulden, weshalb er Ende 1233 eine Strafexpedition unter dem Kommando des Megas Domestikos Andronikos Palaiologos nach Rhodos schickte, an der auch Blemmydes teilnahm. Die Insel wurde geplündert, doch konnte sich Gabalas in der Hauptstadt an der Macht halten.
Im August 1234 ging er ein Lehensverhältnis mit der Republik Venedig ein. Gabalas erkannte den Dogen Jacopo Tiepolo als Oberherrn an und schloss mit ihm ein Militärbündnis für den Fall eines neuerlichen Angriffs Nikaias auf ihre Territorien, insbesondere auf das inzwischen von Venedig besiedelte Kreta.
Schon im folgenden Jahr wechselte Gabalas erneut die Seiten, als er Kaiser Johannes Waffenhilfe bei der Belagerung von Konstantinopel leistete; mehreren westlichen Quellen zufolge soll er sogar gegen die venezianische Flotte gekämpft haben.
Leon Gabalas starb wahrscheinlich um 1240, war jedenfalls spätestens 1248 tot, als sein Bruder und Nachfolger Johannes Gabalas nikäische Truppen gegen einen Angriff der Genuesen zu Hilfe rufen musste. Als Rhodos 1250 eine reguläre Provinz des Kaiserreichs Nikaia wurde, war die Herrschaft der Gabalas-Familie auch formal zu Ende.